# Angelina (Lied)
Angelina ist ein 1953 von Lord Burgess geschriebener Calypso. In der Version von Harry Belafonte wurde das Lied ein international bekannter Hit. Eine deutschsprachige Coverversion stammt von Carli Tornehave.
Steve Leggett nannte das Lied bei Allmusic

“arguably the best song ever written about a concertina”

„wohl der beste Song, der je über eine Ziehharmonika geschrieben wurde.“